# Jerzy Albin de Tramecourt
Jerzy Albin de Tramecourt est un officier et haut fonctionnaire polonais (né le 1er mars 1889 à Lublin, fusillé par les Allemands en novembre 1939). Militant de l'indépendance, il fut dans les années 1930 voïvode de Lublin  et de Polesie.

## Biographie
Il suivit une scolarité dans des écoles commerciales de Lublin et de Varsovie, impliqué dans des grèves scolaires en faveur de la nation polonaise.
Fait prisonnier de guerre par les Autrichiens en 1914 alors qu'il était sous l'uniforme russe, où s'engage en 1916 dans les légions polonaises créées par Józef Piłsudski.
Il a participé à la Guerre russo-polonaise de 1920 comme officier avant de devenir haut fonctionnaire (voïvode).

## Famille
Daniel de Tramecourt  est un peintre polonais né en 1950 à Lublin et qui a vécu en France et en Pologne